# Hospital Udaondo
El Hospital de Gastroenterología “Dr. Carlos Bonorino Udaondo” es uno de los hospitales que administra el Gobierno de la Ciudad de Buenos Aires, y se especializa en la gastroenterología, al ser un hospital de alta complejidad solo atiende pacientes con historia clínica del hospital o ante una emergencia con riesgo para la vida. Al ser un Hospital monovalente no cuenta con servicio de Clínica Médica, Nefrología, Urologia, entre otras.

## Historia
El germen del actual hospital se remonta a 1938, cuando el doctor Carlos Bonorino Udaondo impulsa la creación de un establecimiento que se especialice en la gastroenterología. Con apoyo del Poder Ejecutivo Nacional, ese 1 de agosto se creó el Dispensario Nacional para Enfermedades del Aparato Digestivo. Proyectado por la Comisión Asesora de Asilos y Hospitales Regionales, su primera sede fue un petit hotel en la calle Tucumán 1978, en Buenos Aires.
Udaondo había sido titular de la cátedra de semiología en la Facultad de Medicina de la Universidad de Buenos Aires, adonde había llegado a Decano, y desde 1933 se desempeñaba como Consejero en dicho ámbito. Por ello logró congregar a otros especialistas, como los doctores Sanguinetti, Ramos Mejía, Portela, López García, Centeno, Pinedo, Cerviño, Perrazo y Ricchieri. En 1939 son adquiridos nuevos terrenos para ampliar el nosocomio sin embargo al poco tiempo son vendidos a diferentes empresarios por el intendente Arturo Goyeneche a menos de  una décima parte de su valor, por lo que sería investigado el entorno del presidente Ortiz y diferentes políticos de la Unión Cívica Radical porteña.
Con el paso del tiempo Dispensario creció y comenzó a equiparse con elementos de avanzada, pero carecía del espacio necesario para las intervenciones quirúrgicas, que debían ser derivadas al Hospital Rawson o al Rivadavia. Por ello, en 1947 y mediante Decreto del Poder Ejecutivo, se lo elevó al grado de Instituto de Gastroenterología, y se le cedió un edificio en Avenida Caseros 2061, que pertenecía al área de oficiales del Hospital Militar Central y contaría con el espacio y materiales necesarios para completar las necesidades del establecimiento.
Udaondo fue nombrado Director del Instituto, cargo que ejerció hasta el año siguiente, cuando fue ascendido a Director Nacional de Gastroenterología, rol que cumplió hasta su fallecimiento en 1951. En ese momento el Ministerio de Salud Pública le impuso su nombre al Instituto que había impulsado y dirigido.
A fines de la década de 1950, bajo la dirección del Dr. Manuel Ramos Mejía, comienza a implementarse un sistema de becas con alojamiento en los hospitales, para profesionales de las provincias que necesitasen formarse tanto en la gastroenterología como en la cirugía. Esto sería el germen de las futuras residencias médicas. EN 1954 se da la apertura de 25 camas y se amplia el pabellón A, con el objetivo de iniciar nueva área de atención, sumando 1800 m² al edificio.El prestigio ganado, el número importante de pacientes y la necesidad de proveerlo de un Servicio de Cirugía determinaron que en 1947,  por decreto del Poder Ejecutivo Nacional se eleve a la categoría de Instituto de Gastroenterología. El nuevo edificio correspondía al pabellón A del Hospital Central para Tuberculosos y precedentemente al Hospital Militar (área destinada a la oficialidad). Cuando el Dr. Manuel Casal comenzó su tarea, todo estaba por hacerse, su tesonero esfuerzo de los años jóvenes, lo llevó desde la tarea de ir trasladando los pacientes tuberculosos internados, hasta acondicionar los múltiples detalles para su funcionamiento.
En el año 1948 el Dr. Manuel Casal es designado Director del Establecimiento mientras el Dr. Carlos Bonorino Udaondo era designado Director Nacional de Gastroenterología. Esta designación apuntaba a la realización de un ambicioso plan: toda la actividad se concentra en el edificio de la calle Caseros, y el Dr. Manuel Casal logra organizar los consultorios externos en la planta baja, las internaciones en el 1.º y 2.º. piso,  en tanto en  el 3.º se habilitan los quirófanos. La actividad quirúrgica se ve prestigiada con  
la presencia del Dr. Soupoult procedente de París.
En 1982, por gestión del director el Dr. Alfonso Fraise, el Hospital Udaondo suma un nuevo edificio.

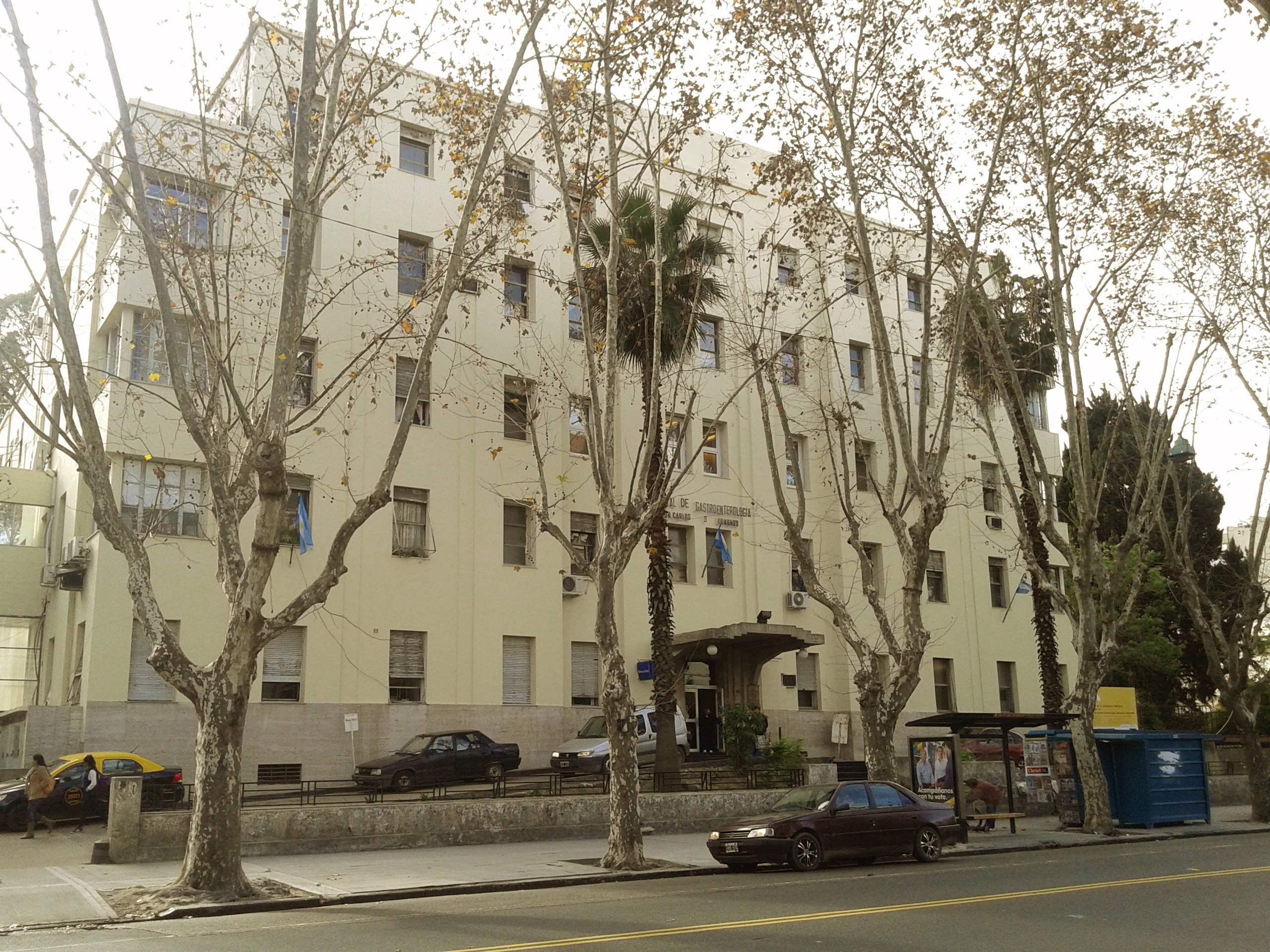
Frente del hospital sobre la Avenida Caseros

En 1992, por Resolución 1.362/1992, el Ministerio de Salud y Desarrollo Social delegó la administración del Udaondo desde el ámbito federal al de la Municipalidad de la Ciudad de Buenos Aires. Tanto en las áreas de salud como educación, el Gobierno Nacional transferiría durante la presidencia de Carlos Menem el manejo de los establecimientos a las provincias y a la Ciudad de Buenos Aires.
En agosto de 2010, el Jefe de Gobierno Mauricio Macri anunció el proyecto para cerrar los hospitales Udaondo y María Ferrer, con la intención de trasladarlos al Hospital Muñiz y crear el Complejo Hospitalario Sur. La medida fue rechazada por los trabajadores y sectores políticos opuestos al de Macri.
A 2017 se denunciaba falta de instrumental para poder intervenir quirúrgicamente y  elementos oxidados que impiden realizar las esterilizaciones. También el hospital sufre falta de insumos, falta de medicamentos y personal de enfermería y ausencia de transparencia en la designación de los empleados.